# ایستگاه پارک سانی بروک
ایستگاه پارک سانی بروک (انگلیسی: Sunnybrook Park stop) یک ایستگاه قطار سبک شهری در حال ساخت در خط ۵ اگلینتون، بخشی از سیستم متروی تورنتو است.